# Euphyllura olivina
Euphyllura olivina, comunemente noto come cotonello dell'olivo, è un insetto parassita che attacca gli ulivi. Gli adulti si nutrono della linfa delle piante, perforando le foglie con un apparato boccale specializzato per succhiare, detto quindi pungente-succhiante.
I danni più significativi sono causati dalle larve della prima e seconda generazione. Le loro punture compromettono la vegetazione, causando deformazioni e rallentando la crescita delle parti infestate. Le larve sono facilmente riconoscibili grazie alla copertura cerosa di aspetto cotonoso.
Diffuso in molte regioni del Mediterraneo, il cotonello è considerato un parassita secondario dell'olivo. Le larve e gli adulti si nutrono della linfa e le uova vengono deposte su giovani germogli e foglie. Questa infestazione può indebolire gli alberi e ridurre la produzione di olive.

## Ciclo biologico
Durante la stagione vegetativa dell'olivo, gli adulti si riproducono e le femmine depongono le uova sulle foglie e sui germogli. Gli adulti hanno una forma allungata, di circa 2-3 millimetri, e somigliano a psille. Il corpo, leggermente appuntito nella parte posteriore, è coperto da ali che ne ricoprono circa due terzi. La colorazione varia dal verde-marrone al verde-oliva, a seconda delle condizioni ambientali e dello sviluppo.
Le larve, coperte da una massa cerosa cotonosa, attraversano quattro stadi prima di diventare adulti. La presenza di questa massa cerosa è il primo segnale di un'infestazione nell'oliveto.

## Controllo del cotonello dell’olivo
Sebbene i danni causati dal cotonello siano aumentati negli ultimi anni, non è sempre necessario intervenire direttamente con trattamenti. Gli insetticidi usati contro altri parassiti, come la mosca dell'olivo, tendono a ridurre anche la popolazione del cotonello. Inoltre, numerosi insetti utili presenti nell'oliveto predano naturalmente questo parassita.
Le pratiche agronomiche consigliano la potatura per favorire l'arieggiamento della chioma, creando condizioni sfavorevoli per l'insetto. In caso di necessità, si possono utilizzare prodotti come olio bianco o sapone molle di potassio. In agricoltura convenzionale, l'unico insetticida ammesso è la deltametrina.
Tra i principali predatori naturali del cotonello si trovano l’imenottero parassitoide Psyllaephagus euphyllurae, il rincote Antochoris nemoralis, e in misura minore il neurottero Chrysoperla carnea.